# 萊林縣
萊林縣為緬甸撣邦下轄的一个縣，其區域面積為19,703.0平方公里，2014年人口565,162人。該縣下分8個镇区。莱林為該縣首府。

## 行政区划
萊林縣下辖3个镇区：
- 莱林镇区（Loilen Township）
- 莱卡镇区（Lai-Hka Township）
- 孟贡镇区（Mong Kung Township）